# Куаньи, Жан-Антуан-Франсуа де Франкето
Жан-Антуан-Франсуа де Франкето (фр. Jean-Antoine-François de Franquetot; 27 сентября 1702 — 4 марта 1748, Париж), граф, затем маркиз де Куаньи, барон де Варангбек — французский военный деятель.

## Биография
Сын Франсуа де Франкето, герцога де Куаньи, маршала Франции, и Генриетты де Монбурше.
Мушкетер (1716), второй капитан-лейтенант шефской роты полка генерал-полковника драгун (6.04.1718), кампмейстер в том же полку, позднее расформированном (1.08.1718).
Губернатор и великий бальи Кана, после отставки отца (8.05.1719). Получил роту в Орлеанском драгунском полку, сохранив чин кампмейстера (1.03.1727). Служил с этим полком при осаде Келя (1733).
15 января 1734 назначен генерал-полковником драгун, после отставки отца, и тогда же произведен в бригадиры, отказался от командования роты и был направлен в Итальянскую армию.
Участвовал в осадах Новары и Тортоны, сражался в битве при Парме. 1 августа произведен в лагерные маршалы, в сентябре участвовал в битве при Гуасталле.
1 мая 1735 направлен в Рейнскую армию маршала Куаньи, своего отца.
1 ноября 1739 в Фонтенбло был назначен губернатором Шуази.
С началом войны за Австрийское наследство 1 августа 1741 направлен в Маасскую армию маршала Майбуа, выступил со 2-й дивизией в Вестфалию, затем в составе 1-й дивизии, оставленной на Богемской границе в августе 1742.
2 февраля 1743 пожалован в рыцари орденов короля. Цепь ордена Святого Духа получил 1 января 1744. 20 февраля 1743 произведен в генерал-лейтенанты.
1 апреля 1743 направлен в Баварскую армию маршала Брольи, вернулся во Францию с 3-й дивизией в июле. Закончил кампанию в Верхнем Эльзасе в армии своего отца, куда был переведен 1 августа.
1 апреля 1744 направлен в Рейнскую армию маршала Куаньи, внес вклад в оборону Эльзаса, участвовал в атаке Висамбура, бою при Хагенау, осаде и взятии Фрайбурга.
1 апреля 1745 направлен в армию принца Конти, не предпринимавшего активных действий.
1 мая 1746 назначен в ту же армию, участвовал в осаде Монса, затем присоединился к армии короля, сражался в битве при Року.
Капитан королевских охот в бальяже Ла-Варенн-дю-Лувр (03.1747).
1 мая 1747 снова направлен в армию короля, отличился в битве при Лауфельде.
Пользовался большим расположением Людовика XV. Однажды играл с принцем Домбским и крупно проиграл, после чего процедил сквозь зубы: «Он счастливее, чем узаконенный ребёнок». Принц этих слов не услышал, «но добрые люди (они находятся всегда)» ему о них сообщили. В ярости принц вызвал Куаньи на дуэль.
Они встретились ночью на дороге в Версаль. Земля была покрыта снегом. Дрались при свете факелов. Куаньи был убит на месте. Тело положили в его карету, которая опрокинулась в канаву. Официально сообщили, что маркиз погиб при падении. Король, который его очень любил, узнал правду только после смерти принца Домбского.

## Семья
Жена (11.1729): Мари-Тереза-Жозефа-Корантина де Неве (ум. 19.08.1778), дама дочерей короля, дочь маркиза Мало де Неве и Корантины де Гузийон
Дети:
- Мари-Франсуа-Анри (28.03.1737—18.05.1821), герцог де Куаньи, маршал Франции. Жена 1): (контракт 21.04.1755): Мари-Жанна-Олимпа де Бонви, дочь Жана-Шарля де Бонви, маркиза де Вервена, и Мари Моро; 2) (16.09.1795): Жанна-Франсуаза-Аглае д’Андалю, дочь графа Антуана-Анри д’Андалю и Женевьевы-Аделаиды Эльвесьюс
- Огюстен-Габриель (23.08.1740—6.01.1817), граф де Куаньи. Жена (18.03.1767): Анна-Жозефа-Мишель де Руасси (ум. 10.1775), дочь Шарля-Мишеля де Руасси и Жюстин Нюг
- Жан-Филипп (14.12.1743—1806), шевалье де Куаньи